# Louisville Icehawks
Die Louisville Icehawks waren eine US-amerikanische Eishockeymannschaft in Louisville, Kentucky. Das Team spielte von 1990 bis 1994 in der East Coast Hockey League.

## Geschichte
Die Louisville Icehawks wurden 1990 als Franchise der East Coast Hockey League gegründet. Ihre erfolgreichste Spielzeit absolvierte die Mannschaft in der Saison 1991/92, in der sie mit einem sechsten Platz als letztes Team der West-Division in der regulären Saison in die Playoffs um den Kelly Cup einzogen, wo sie zunächst Toledo Storm schlugen, ehe sie über ein Freilos und einen Sieg gegen Cincinnati Cyclones erst im Kelly-Cup-Finale mit einem Sweep in der Best-of-Seven-Serie den Hampton Roads Admirals unterlagen. In ihrer letzten Spielzeit waren die Icehawks das Farmteam der Pittsburgh Penguins aus der National Hockey League. 
Nach vier Spielzeiten wurde das Team nach Jacksonville, Florida, umgesiedelt, wo es in den folgenden Jahren unter dem Namen Jacksonville Lizard Kings am Spielbetrieb der ECHL teilnahm.

## Saisonstatistik
Abkürzungen: GP = Spiele, W = Siege, L = Niederlagen, T = Unentschieden, OTL = Niederlagen nach Overtime SOL = Niederlagen nach Shootout, Pts = Punkte, GF = Erzielte Tore, GA = Gegentore, PIM = Strafminuten
| Saison  | GP | W  | L  | T | OTL | SOL | Pts | GF  | GA  | Platz    | Playoffs                        |
| 1990/91 | 64 | 31 | 29 | — | 4   | —   | 66  | 251 | 309 | 4., West | Niederlage in der zweiten Runde |
| 1991/92 | 64 | 31 | 25 | — | 8   | —   | 70  | 315 | 306 | 6., West | Niederlage im Finale            |
| 1992/93 | 64 | 30 | 27 | — | 7   | —   | 67  | 302 | 293 | 5., West | nicht qualifiziert              |
| 1993/94 | 68 | 16 | 44 | — | 2   | 6   | 40  | 236 | 356 | 5., West | Niederlage in der zweiten Runde |

## Team-Rekorde

### Karriererekorde
Spiele: 221  Sheldon Gorski
Tore: 180  Sheldon Gorski
Assists: 182  Sheldon Gorski
Punkte: 362   Sheldon Gorski
Strafminuten: 951  Trevor Buchanan

## Bekannte Spieler
- Martin Bergeron
- Chad Biafore
- Patrice Lefebvre